# Eisenbahnbrücke Dahlhausen
Die Eisenbahnbrücke Dahlhausen ist eine ehemalige Eisenbahnbrücke, die zwischen Bochum-Dahlhausen und Essen-Burgaltendorf die Ruhr überquert. Sie befindet sich nahe dem ehemaligen Güterbahnhof des Bahnhofs Dahlhausen mit dem heutigen Eisenbahnmuseum Dahlhausen.

## Geschichte
An dieser Stelle wurde 1874 eine eingleisige Brücke für die Bahnstrecke Essen-Überruhr – Hagen-Vorhalle der Bergisch-Märkischen Eisenbahn-Gesellschaft vom Bahnhof Altendorf (Ruhr), heute Burgaltendorf und Bochum-Dahlhausen eröffnet. Im Mai 1872  waren die Rammarbeiten zur Fundamentierung der Brückenpfeiler beendet. Die Brücke wurde 1927 zweigleisig ausgebaut.
Im Zweiten Weltkrieg wurde die Brücke teilweise zerstört und erst 1951 ein Gleis wieder hergerichtet. Nach der zwischenzeitlichen Stilllegung der Strecke und Entfernung der Schienen im Jahr 1991 wird die Brücke heute von der Eisenbahn nicht mehr genutzt.

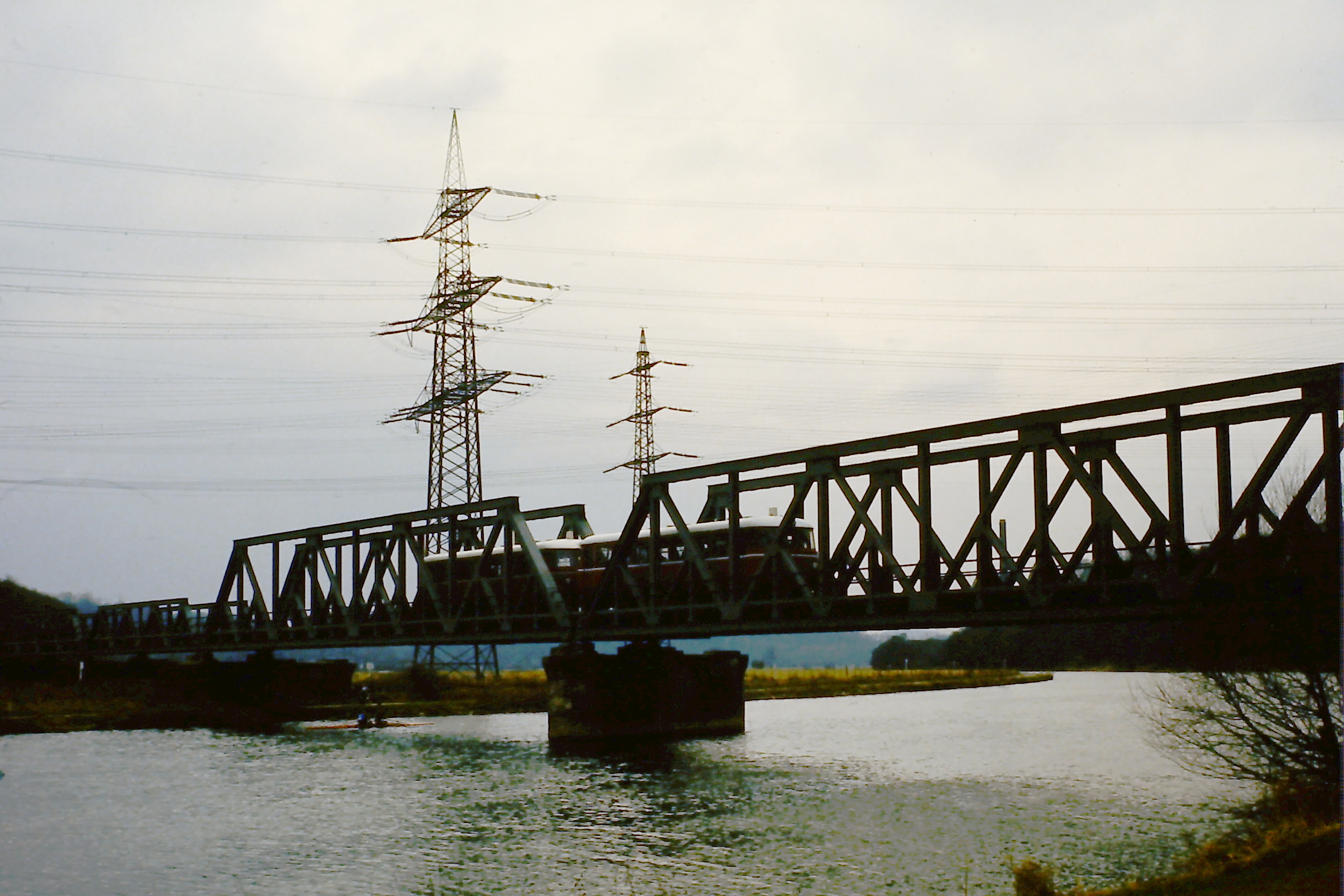
Zustand 1977
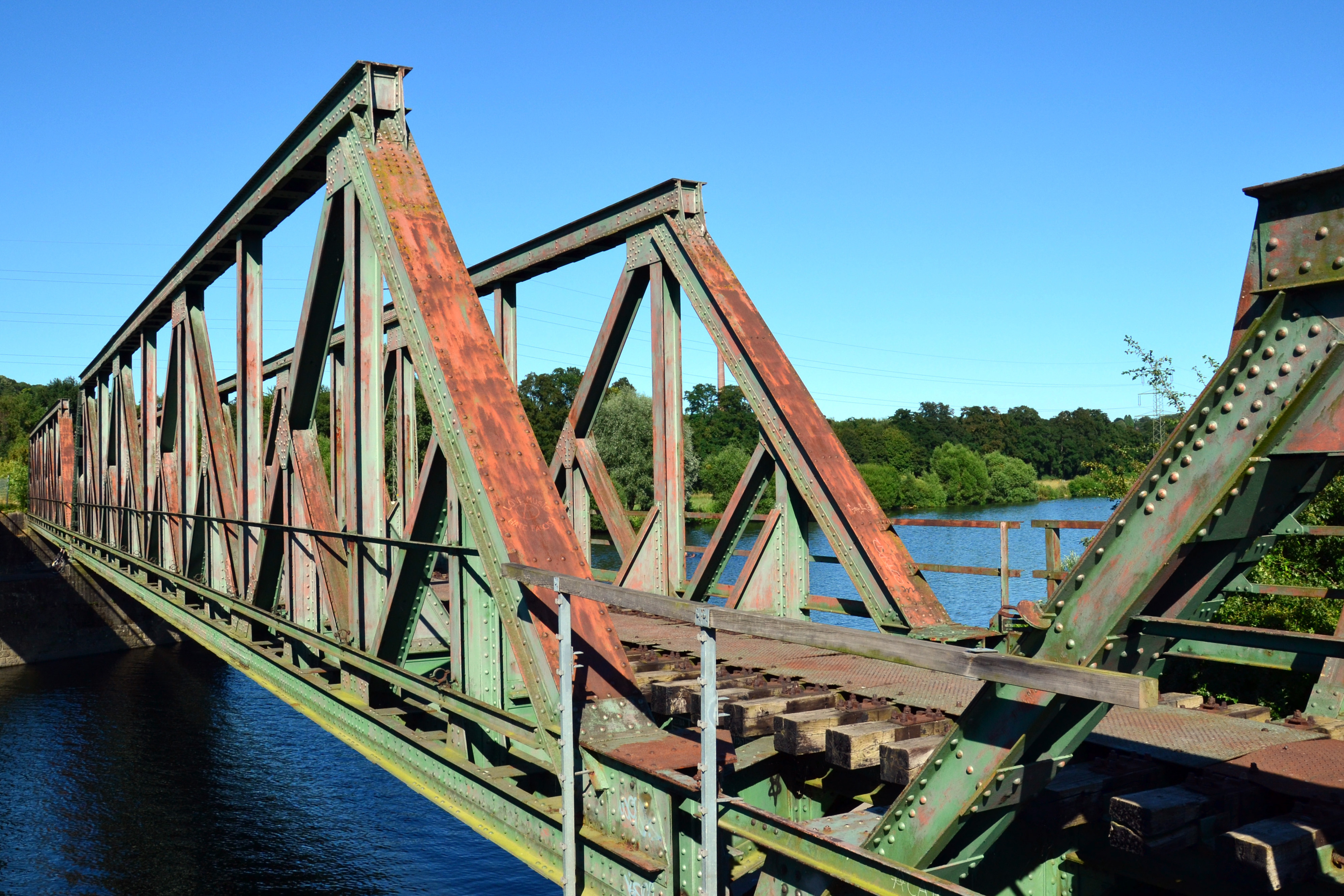
2013: Westseite (Strombrücke)
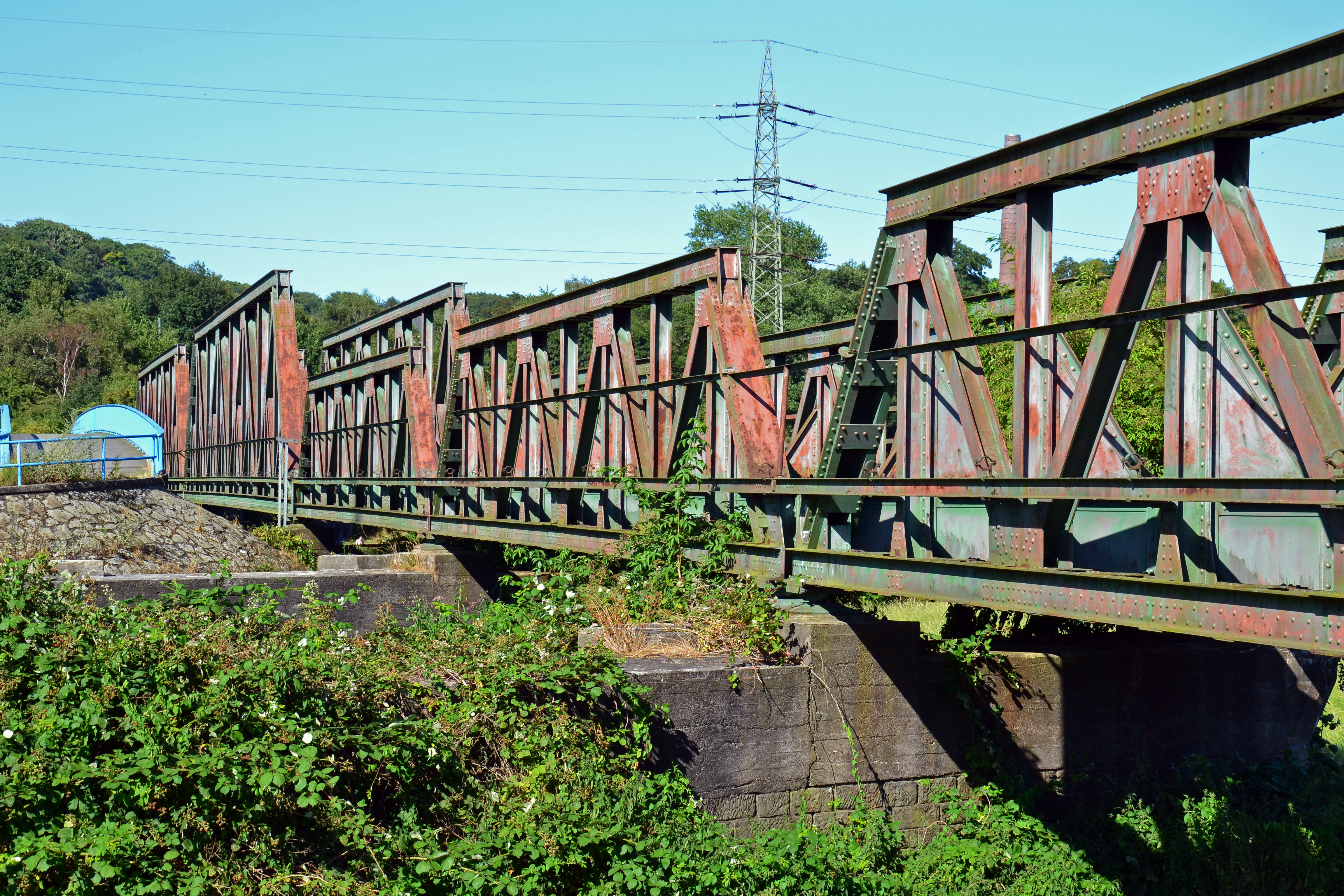
2013: Westseite (Flut- und Strombrücke)
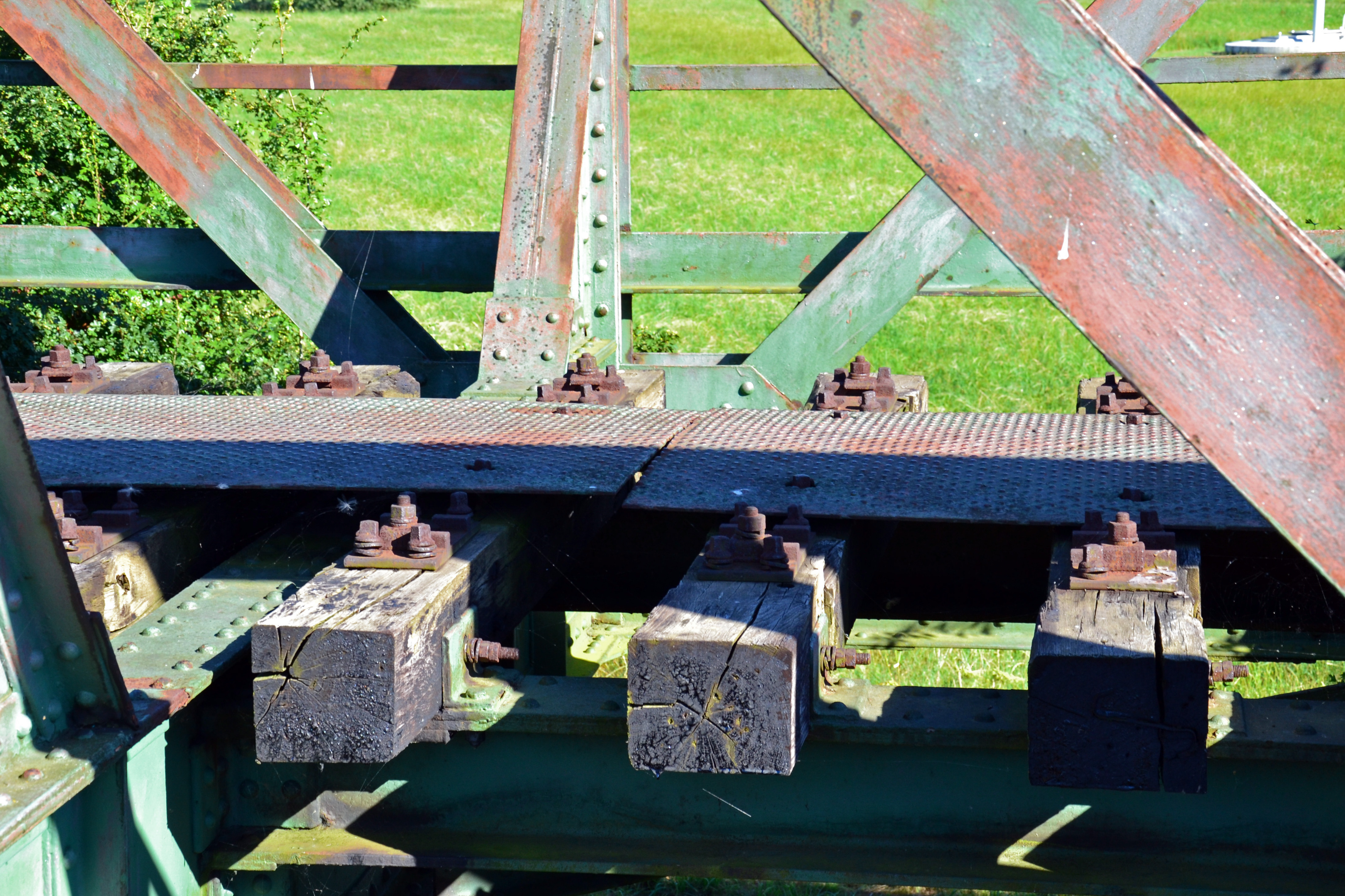
2013: Ehemaliges Gleisbett
2021: Gesamtansicht der Brücke von Westen (Strom- und Flutbrücke)

## Fußgängerbrücke
Die daneben befindliche Stahlbrücke für Rad- und Fußwanderer wurde 1988 auf den Fundamenten des zweiten Gleises errichtet.